# Jan Bouman (voetballer)
Jan Bouman (Vlaardingen, 26 december 1938) is een Nederlands voormalig voetballer. Bouman speelde voor Fortuna Vlaardingen, Sparta en Willem II. Zijn broer Cees was eveneens voetballer bij Fortuna Vlaardingen.

## Carrièrestatistieken
| Seizoen         | Club                | Land            | Competitie       | Competitie | Competitie | Beker | Beker | Internationaal | Internationaal | Overig | Overig | Totaal | Totaal |
| Seizoen         | Club                | Land            | Competitie       | Wed.       | Dlp.       | Wed.  | Dlp.  | Wed.           | Dlp.           | Wed.   | Dlp.   | Wed.   | Dlp.   |
| --------------- | ------------------- | --------------- | ---------------- | ---------- | ---------- | ----- | ----- | -------------- | -------------- | ------ | ------ | ------ | ------ |
| 1956/57         | Fortuna Vlaardingen | Nederland       | Eerste divisie B | –          | –          | –     | 0     | 0              | 0              | 0      | 0      | –      | –      |
| 1957/58         | Fortuna Vlaardingen | Nederland       | Eerste divisie B | –          | –          | –     | 1     | 0              | 0              | 0      | 0      | –      | –      |
| 1958/59         | Fortuna Vlaardingen | Nederland       | Eerste divisie A | –          | –          | 1     | 1     | 0              | 0              | 0      | 0      | –      | –      |
| 1959/60         | Fortuna Vlaardingen | Nederland       | Eerste divisie A | –          | –          | –     | –     | 0              | 0              | 0      | 0      | –      | –      |
| 1960/61         | Fortuna Vlaardingen | Nederland       | Eerste divisie A | –          | –          | –     | 0     | 0              | 0              | 0      | 0      | –      | –      |
| 1961/62         | Fortuna Vlaardingen | Nederland       | Eerste divisie A | –          | 35         | –     | 0     | 0              | 0              | 0      | 0      | –      | 35     |
| 1962/63         | Fortuna Vlaardingen | Nederland       | Eerste divisie   | –          | 27         | –     | 2     | 0              | 0              | 0      | 0      | –      | 29     |
| 1963/64         | Fortuna Vlaardingen | Nederland       | Eerste divisie   | –          | –          | –     | 4     | 0              | 0              | 0      | 0      | –      | –      |
| 1964/65         | Sparta              | Nederland       | Eredivisie       | 29         | 7          | –     | 0     | 0              | 0              | 0      | 0      | –      | 7      |
| 1965/66         | Sparta              | Nederland       | Eredivisie       | 17         | 4          | –     | 1     | 0              | 0              | 0      | 0      | –      | 5      |
| 1966/67         | Sparta              | Nederland       | Eredivisie       | 29         | 6          | –     | 0     | 4              | 1              | 0      | 0      | –      | 7      |
| 1967/68         | Fortuna Vlaardingen | Nederland       | Tweede divisie   | –          | 21         | –     | 0     | 0              | 0              | –      | 0      | –      | 21     |
| 1968/69         | Fortuna Vlaardingen | Nederland       | Tweede divisie   | –          | 15         | –     | 0     | 0              | 0              | 0      | 0      | –      | 15     |
| 1969/70         | Fortuna Vlaardingen | Nederland       | Eerste divisie   | –          | –          | –     | 0     | 0              | 0              | 0      | 0      | –      | –      |
| 1970/71         | Fortuna Vlaardingen | Nederland       | Tweede divisie   | –          | 13         | –     | 0     | 0              | 0              | 0      | 0      | –      | 13     |
| 1971/72         | Willem II           | Nederland       | Eerste divisie   | 36         | 4          | –     | 0     | 0              | 0              | 0      | 0      | –      | 4      |
| Carrière totaal | Carrière totaal     | Carrière totaal | Carrière totaal  | –          | –          | –     | 9     | 4              | 1              | –      | –      | –      | –      |

## Erelijst
Sparta
| Nationaal  |    |         |
| KNVB beker | 1x | 1965/66 |

Individueel
| Nationaal                |    |         |
| Topscorer Eerste divisie | 1x | 1962/63 |